# 武克·拉迪沃耶维奇
武克·拉迪沃耶维奇（1983年7月30日—），塞尔维亚男子篮球运动员。他曾代表塞尔维亚国家队参加2007年国际篮联欧洲锦标赛，结果队伍止步小组赛阶段。